# Kanton Les Anses-d’Arlet

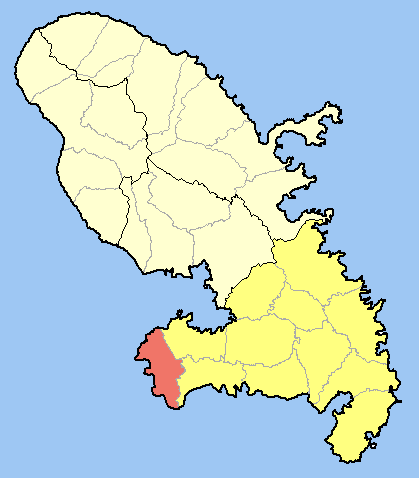
Lage des Kantons Les Anses-d’Arlet im Arrondissement Le Marin und im Übersee-Département Martinique

Der Kanton Les Anses-d’Arlet war ein Kanton im französischen Übersee-Département Martinique im Arrondissement Le Marin. Er umfasste die Gemeinde Les Anses-d’Arlet.
Vertreter im Generalrat des Départements war seit 2001 Eugène Larcher. 